# U-Bahn-Linie 2 (Hamburg)
| Streckenverlauf der Linie U2 mit Kennzeichnung der Tunnelstrecken |                             |                                                                    |                                                                    |
| Streckenlänge: | 24,534 km                   |                                                                    |                                                                    |
| Spurweite: | 1435 mm (Normalspur)        |                                                                    |                                                                    |
| Stromsystem: | seitl. Stromschiene 750 V = |                                                                    |                                                                    |
| Streckengeschwindigkeit: | 80 km/h                     |                                                                    |                                                                    |
| Zweigleisigkeit: | durchgehend                 |                                                                    |                                                                    |
| |                             |                                                                    |                                                                    |
| \| \| 9,845 \| Kehranlage \| Kehranlage \| \| \| 9,540 \| Niendorf Nord (NN) \| Niendorf Nord (NN) \| \| \| 8,847 \| Schippelsweg (SW) \| Schippelsweg (SW) \| \| \| 7,997 \| Joachim-Mähl-Straße (JM) \| Joachim-Mähl-Straße (JM) \| \| \| 7,116 \| Niendorf Markt (NM) \| Niendorf Markt (NM) \| \| \| 5,231 \| Hagendeel (HL) \| Hagendeel (HL) \| \| \| 4,399 \| \| \| \| \| 3,884 \| Hagenbecks Tierpark (HG) \| Hagenbecks Tierpark (HG) \| \| \| 3,232 \| \| \| \| \| 2,687 \| Lutterothstraße (LT) \| Lutterothstraße (LT) \| \| \| 2,43 \| Hellkamp bis 1964 \| Hellkamp bis 1964 \| \| \| 1,910 \| Osterstraße (OS) \| Osterstraße (OS) \| \| \| 1,319 \| Emilienstraße (EM) \| Emilienstraße (EM) \| \| \| 0,578 \| Christuskirche (CH) \| Christuskirche (CH) \| \| \| \| \| \| \| \| 0,5055,072 \| Moorkampkurve zum Ring (Betriebsstrecke) \| Moorkampkurve zum Ring (Betriebsstrecke) \| \| \| \| \| \| \| \| 4,543 \| Schlump (SL) \| Schlump (SL) \| \| \| 3,335 \| Messehallen (MH) \| Messehallen (MH) \| \| \| 2,595 \| Gänsemarkt (Oper) (GM) \| Gänsemarkt (Oper) (GM) \| \| \| \| \| \| \| \| 1,946 \| Jungfernstieg (JG) ( Rathaus) \| Jungfernstieg (JG) ( Rathaus) \| \| \| \| \| \| \| \| 1,780 \| von Elbbrücken/Jungfernstieg (U4) \| von Elbbrücken/Jungfernstieg (U4) \| \| \| \| \| \| \| \| 1,142 \| Hauptbahnhof Nord (HX) ( Hamburg Hauptbahnhof) ( Hauptbahnhof Süd) \| Hauptbahnhof Nord (HX) ( Hamburg Hauptbahnhof) ( Hauptbahnhof Süd) \| \| \| \| \| \| \| \| \| \| \| \| \| \| Ringlinie von Landungsbrücken (U3) \| \| \| \| \| \| \| \| \| 0,000 \| \| \| \| \| 0,012 \| Berliner Tor (BT) \| Berliner Tor (BT) \| \| \| \| Ringlinie nach Barmbek (U3) \| \| \| \| 1,354 \| Burgstraße (BG) \| Burgstraße (BG) \| \| \| 1,540 \| \| \| \| \| 2,095 \| \| \| \| \| 2,302 \| Hammer Kirche (HK) \| Hammer Kirche (HK) \| \| \| 2,950 \| Rauhes Haus (RH) \| Rauhes Haus (RH) \| \| \| 4,145 \| Horner Rennbahn (HN) \| Horner Rennbahn (HN) \| \| \| \| nach Horner Geest (U4 im Bau) \| \| \| \| 5,295 \| \| \| \| \| 5,367 \| Legienstraße (LE) \| Legienstraße (LE) \| \| \| 6,268 \| Billstedt (BI) \| Billstedt (BI) \| \| \| 6,975 \| \| \| \| \| 7,546 \| Merkenstraße (MS) \| Merkenstraße (MS) \| \| \| 8,565 \| Steinfurther Allee (SF) \| Steinfurther Allee (SF) \| \| \| 10,427 \| Mümmelmannsberg (MG) \| Mümmelmannsberg (MG) \| \| \| 10,905 \| Kehranlage \| Kehranlage \| |                             |                                                                    |                                                                    |
| | 9,845                       | Kehranlage                                                         | Kehranlage                                                         |
| U-Bahn-Bahnhof (im Tunnel) | 9,540                       | Niendorf Nord (NN)                                                 | Niendorf Nord (NN)                                                 |
| U-Bahn-Haltepunkt / Haltestelle (im Tunnel) | 8,847                       | Schippelsweg (SW)                                                  | Schippelsweg (SW)                                                  |
| U-Bahn-Haltepunkt / Haltestelle (im Tunnel) | 7,997                       | Joachim-Mähl-Straße (JM)                                           | Joachim-Mähl-Straße (JM)                                           |
| U-Bahn-Bahnhof (im Tunnel) | 7,116                       | Niendorf Markt (NM)                                                | Niendorf Markt (NM)                                                |
| U-Bahn-Haltepunkt / Haltestelle (im Tunnel) | 5,231                       | Hagendeel (HL)                                                     | Hagendeel (HL)                                                     |
| U-Bahn-Tunnelende | 4,399                       |                                                                    |                                                                    |
| U-Bahn-Bahnhof | 3,884                       | Hagenbecks Tierpark (HG)                                           | Hagenbecks Tierpark (HG)                                           |
| U-Bahn-Tunnelanfang | 3,232                       |                                                                    |                                                                    |
| U-Bahn-Haltepunkt / Haltestelle (im Tunnel) | 2,687                       | Lutterothstraße (LT)                                               | Lutterothstraße (LT)                                               |
| ehemaliger U-Bahn-Bahnhof (im Tunnel) | 2,43                        | Hellkamp bis 1964                                                  | Hellkamp bis 1964                                                  |
| U-Bahn-Haltepunkt / Haltestelle (im Tunnel) | 1,910                       | Osterstraße (OS)                                                   | Osterstraße (OS)                                                   |
| U-Bahn-Haltepunkt / Haltestelle (im Tunnel) | 1,319                       | Emilienstraße (EM)                                                 | Emilienstraße (EM)                                                 |
| U-Bahn-Bahnhof (im Tunnel) | 0,578                       | Christuskirche (CH)                                                | Christuskirche (CH)                                                |
| |                             |                                                                    |                                                                    |
| U-Bahn-Abzweig geradeaus und nach links (im Tunnel) | 0,5055,072                  | Moorkampkurve zum Ring (Betriebsstrecke)                           | Moorkampkurve zum Ring (Betriebsstrecke)                           |
| |                             |                                                                    |                                                                    |
| U-Bahn-Turmbahnhof mit Tunnelstrecke (im Tunnel) | 4,543                       | Schlump (SL)                                                       | Schlump (SL)                                                       |
| U-Bahn-Bahnhof (im Tunnel) | 3,335                       | Messehallen (MH)                                                   | Messehallen (MH)                                                   |
| U-Bahn-Haltepunkt / Haltestelle (im Tunnel) | 2,595                       | Gänsemarkt (Oper) (GM)                                             | Gänsemarkt (Oper) (GM)                                             |
| |                             |                                                                    |                                                                    |
| U-Bahn-Haltepunkt / Haltestelle (im Tunnel) | 1,946                       | Jungfernstieg (JG) ( Rathaus)                                      | Jungfernstieg (JG) ( Rathaus)                                      |
| |                             |                                                                    |                                                                    |
| U-Bahn-Abzweig geradeaus und von rechts (im Tunnel) | 1,780                       | von Elbbrücken/Jungfernstieg (U4)                                  | von Elbbrücken/Jungfernstieg (U4)                                  |
| |                             |                                                                    |                                                                    |
| U-Bahn-Haltepunkt / Haltestelle (im Tunnel) | 1,142                       | Hauptbahnhof Nord (HX) ( Hamburg Hauptbahnhof) ( Hauptbahnhof Süd) | Hauptbahnhof Nord (HX) ( Hamburg Hauptbahnhof) ( Hauptbahnhof Süd) |
| |                             |                                                                    |                                                                    |
| |                             |                                                                    |                                                                    |
| U-Bahn-Abzweig geradeaus und von rechts (im Tunnel) |                             | Ringlinie von Landungsbrücken (U3)                                 | Ringlinie von Landungsbrücken (U3)                                 |
| |                             |                                                                    |                                                                    |
| U-Bahn-Kilometer-Wechsel (im Tunnel) | 0,000                       |                                                                    |                                                                    |
| U-Bahn-Bahnhof (im Tunnel) | 0,012                       | Berliner Tor (BT)                                                  | Berliner Tor (BT)                                                  |
| U-Bahn-Abzweig geradeaus und nach links (im Tunnel) |                             | Ringlinie nach Barmbek (U3)                                        | Ringlinie nach Barmbek (U3)                                        |
| U-Bahn-Bahnhof (im Tunnel) | 1,354                       | Burgstraße (BG)                                                    | Burgstraße (BG)                                                    |
| U-Bahn-Tunnelende | 1,540                       |                                                                    |                                                                    |
| U-Bahn-Tunnelanfang | 2,095                       |                                                                    |                                                                    |
| U-Bahn-Bahnhof (im Tunnel) | 2,302                       | Hammer Kirche (HK)                                                 | Hammer Kirche (HK)                                                 |
| U-Bahn-Bahnhof (im Tunnel) | 2,950                       | Rauhes Haus (RH)                                                   | Rauhes Haus (RH)                                                   |
| U-Bahn-Bahnhof (im Tunnel) | 4,145                       | Horner Rennbahn (HN)                                               | Horner Rennbahn (HN)                                               |
| U-Bahn-Abzweig geradeaus und ehemals nach links (im Tunnel) |                             | nach Horner Geest (U4 im Bau)                                      | nach Horner Geest (U4 im Bau)                                      |
| U-Bahn-Tunnelende | 5,295                       |                                                                    |                                                                    |
| U-Bahn-Haltepunkt / Haltestelle | 5,367                       | Legienstraße (LE)                                                  | Legienstraße (LE)                                                  |
| U-Bahn-Bahnhof | 6,268                       | Billstedt (BI)                                                     | Billstedt (BI)                                                     |
| U-Bahn-Tunnelanfang | 6,975                       |                                                                    |                                                                    |
| U-Bahn-Haltepunkt / Haltestelle (im Tunnel) | 7,546                       | Merkenstraße (MS)                                                  | Merkenstraße (MS)                                                  |
| U-Bahn-Haltepunkt / Haltestelle (im Tunnel) | 8,565                       | Steinfurther Allee (SF)                                            | Steinfurther Allee (SF)                                            |
| U-Bahn-Bahnhof (im Tunnel) | 10,427                      | Mümmelmannsberg (MG)                                               | Mümmelmannsberg (MG)                                               |
| | 10,905                      | Kehranlage                                                         | Kehranlage                                                         |

Die Linie U2 der Hamburger U-Bahn führt als Durchmesserlinie von der Haltestelle Niendorf Nord in Hamburg-Niendorf im Nordwesten Hamburgs durch das Stadtzentrum bis zur Station Mümmelmannsberg an der östlichen Stadtgrenze im Stadtteil Billstedt.
Die Strecke der U2 verläuft im Gegensatz zu den anderen Linien der Hamburger U-Bahn – mit Ausnahme der U4, die zum Großteil der Linienführung der U2 folgt – überwiegend unterirdisch. Offene Streckenabschnitte gibt es zwischen Hagendeel und Lutterothstraße, Burgstraße und Hammer Kirche, sowie zwischen Legienstraße und Merkenstraße. Die Strecke ist von Endstation bis Endstation 24,5 Kilometer lang. Bei 25 Stationen ergibt sich somit ein durchschnittlicher Stationsabstand von wenig mehr als 1000 Metern. 21 Kilometer Strecke und 22 der 25 U-Bahnhöfe liegen im Tunnel.
Die Linien-Kennfarbe der Linie U2 ist Rot.

## Betrieb

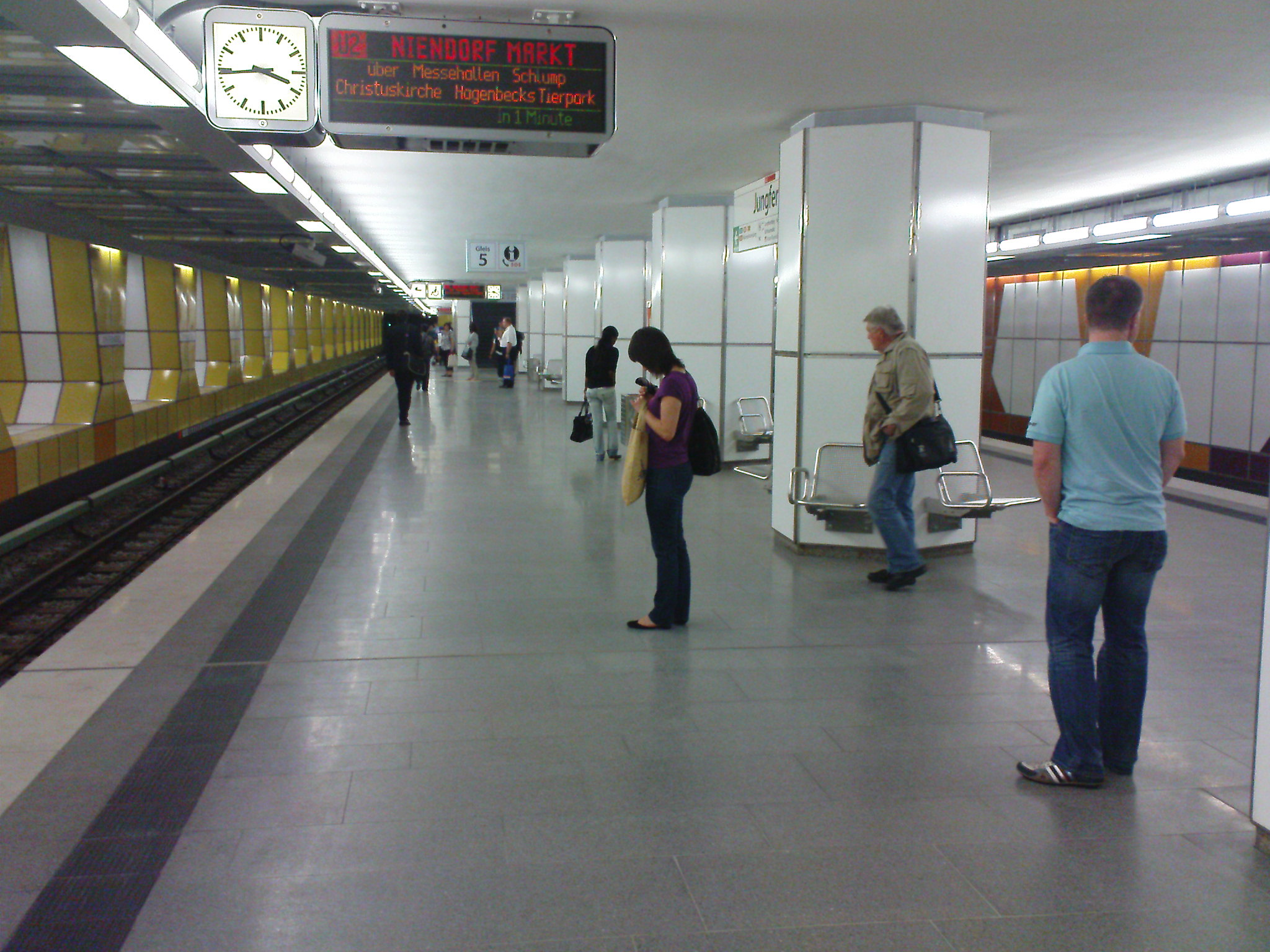
Bahnsteig in der U2-Haltestelle Jungfernstieg

Eine Fahrt auf der Strecke der U2 dauert 43 Minuten. Daraus ergibt sich eine Durchschnittsgeschwindigkeit von etwa 34 km/h. Die Strecken-Höchstgeschwindigkeit der U2 beträgt generell 80 km/h. Stellenweise, unter anderem in engen Kurven, ist die zulässige Geschwindigkeit aber durch Langsamfahrstellen eingeschränkt.
Zwischen 4:20 Uhr und 22:40 Uhr verkehren die Züge mindestens im 10-Minuten-Takt, während der Nebenverkehrszeit (NVZ) zwischen Niendorf Markt und Billstedt im 5-Minuten-Takt, der in den Hauptverkehrszeiten (HVZ) auch auf dem Streckenabschnitt nach Mümmelmannsberg angeboten wird. In den Randstunden ist der Takt auf 20 Minuten ausgedünnt; im Abschnitt zwischen Jungfernstieg und Mümmelmannsberg wird er mit Fahrten der U4 verdichtet.
Auf dem Streckenabschnitt zwischen Jungfernstieg und Billstedt teilt sich die U2 seit dem 29. November 2012 die Strecke mit der neugebauten, aus der HafenCity kommenden Linie U4, die tagsüber im 10-Minuten-Takt verkehrt und so die Kapazitäten auf dieser stark nachgefragten Strecke erhöht.
In den Nächten von Freitag auf Sonnabend und von Sonnabend auf Sonntag und vor Feiertagen findet der durchgehende Nachtbetrieb der Schnellbahnen im 20-Minuten-Takt auf der gesamten Strecke der U2 statt.
Die Strecke der Linie U2 ist vollständig für den Betrieb mit 120 Meter langen Zügen ausgelegt (8- oder 9-Wagen-Züge). Seit 2009 werden fast ausschließlich Fahrzeuge des Typs DT4 eingesetzt, im Regelfall in Doppeltraktion. Bis 2009 war der Einsatz von DT3 auf der U2 Alltag; bis zu deren mehrheitlicher Ausmusterung 2004 waren zudem hauptsächlich DT2 auf der U2 unterwegs.
Die Symmetriezeit der U2 liegt bei einigen Sekunden nach der Minute x1.
2015 waren 97,3 % der Abfahrten der U2 pünktlich oder weniger als drei Minuten verspätet.

### Fahrgastzahlen nach Abschnitten

Fahrgastzahlen (in 1.000) nach Abschnitten

Die höchsten Fahrgastzahlen hat die U2 im Abschnitt zwischen dem Schnellbahnknoten Berliner Tor und der Station Burgstraße. Hier nutzen im Schnitt werktäglich etwa 79.000 Fahrgäste die Linie. Mit weiteren etwa 17.000 Fahrgästen der parallel verkehrenden U4 kommt dieses Teilstück auf etwa annähernd 100.000 Fahrgäste am Werktag (mo–fr) und ist damit der am stärksten genutzte Streckenabschnitt der Hamburger U-Bahn. Zwischen der nordwestlichen Endstation Niendorf Nord und dem nächstgelegenen Halt Schippelsweg benutzen werktags etwa 8.000 Fahrgäste die Bahnverbindung.
| Fahrgastzahlen der U2 nach Abschnitten                                                 | Fahrgastzahlen der U2 nach Abschnitten | Fahrgastzahlen der U2 nach Abschnitten | Fahrgastzahlen der U2 nach Abschnitten | Fahrgastzahlen der U2 nach Abschnitten |
| -------------------------------------------------------------------------------------- | -------------------------------------- | -------------------------------------- | -------------------------------------- | -------------------------------------- |
|                                                                                        |                                        |                                        | Fahrgäste/Werktag (mo–fr) im Abschnitt |                                        |
| Niendorf Nord – Schippelsweg                                                           | Niendorf Nord – Schippelsweg           |                                        | 8400                                   | 8400                                   |
| Schippelsweg – Joachim-Mähl-Straße                                                     | Schippelsweg – Joachim-Mähl-Straße     |                                        | 11100                                  | 11100                                  |
| Joachim-Mähl-Straße – Niendorf Markt                                                   | Joachim-Mähl-Straße – Niendorf Markt   |                                        | 12900                                  | 12900                                  |
| Niendorf Markt – Hagendeel                                                             | Niendorf Markt – Hagendeel             |                                        | 26100                                  | 26100                                  |
| Hagendeel – Hagenbecks Tierpark                                                        | Hagendeel – Hagenbecks Tierpark        |                                        | 27800                                  | 27800                                  |
| Hagenbecks Tierpark – Lutterothstraße                                                  | Hagenbecks Tierpark – Lutterothstraße  |                                        | 38300                                  | 38300                                  |
| Lutterothstraße – Osterstraße                                                          | Lutterothstraße – Osterstraße          |                                        | 47800                                  | 47800                                  |
| Osterstraße – Emilienstraße                                                            | Osterstraße – Emilienstraße            |                                        | 59500                                  | 59500                                  |
| Emilienstraße – Christuskirche                                                         | Emilienstraße – Christuskirche         |                                        | 63900                                  | 63900                                  |
| Christuskirche – Schlump                                                               | Christuskirche – Schlump               |                                        | 68700                                  | 68700                                  |
| Schlump – Messehallen                                                                  | Schlump – Messehallen                  |                                        | 63700                                  | 63700                                  |
| Messehallen – Gänsemarkt                                                               | Messehallen – Gänsemarkt               |                                        | 67000                                  | 67000                                  |
| Gänsemarkt – Jungfernstieg                                                             | Gänsemarkt – Jungfernstieg             |                                        | 73000                                  | 73000                                  |
| Jungfernstieg – Hauptbahnhof Nord                                                      | Jungfernstieg – Hauptbahnhof Nord      |                                        | 68900                                  | 68900                                  |
| Hauptbahnhof Nord – Berliner Tor                                                       | Hauptbahnhof Nord – Berliner Tor       |                                        | 66100                                  | 66100                                  |
| Berliner Tor – Burgstraße                                                              | Berliner Tor – Burgstraße              |                                        | 79300                                  | 79300                                  |
| Burgstraße – Hammer Kirche                                                             | Burgstraße – Hammer Kirche             |                                        | 73600                                  | 73600                                  |
| Hammer Kirche – Rauhes Haus                                                            | Hammer Kirche – Rauhes Haus            |                                        | 68300                                  | 68300                                  |
| Rauhes Haus – Horner Rennbahn                                                          | Rauhes Haus – Horner Rennbahn          |                                        | 62700                                  | 62700                                  |
| Horner Rennbahn – Legienstraße                                                         | Horner Rennbahn – Legienstraße         |                                        | 52800                                  | 52800                                  |
| Legienstraße – Billstedt                                                               | Legienstraße – Billstedt               |                                        | 49100                                  | 49100                                  |
| Billstedt – Merkenstraße                                                               | Billstedt – Merkenstraße               |                                        | 36400                                  | 36400                                  |
| Merkenstraße – Steinfurther Allee                                                      | Merkenstraße – Steinfurther Allee      |                                        | 30000                                  | 30000                                  |
| Steinfurther Allee – Mümmelmannsberg                                                   | Steinfurther Allee – Mümmelmannsberg   |                                        | 18900                                  | 18900                                  |
| Werte für einen durchschnittlichen Werktag (mo–fr) 2018, Summe beider Fahrtrichtungen. |                                        |                                        |                                        |                                        |

## Streckenabschnitte

### Mümmelmannsberg – Berliner Tor
Der Streckenabschnitt Mümmelmannsberg – Berliner Tor wurde in mehreren Abschnitten zwischen 1967 und 1990 eröffnet, damals als Teil der Linie U3. Das erste Teilstück vom Berliner Tor bis Horner Rennbahn ging am 2. Januar 1967 in Betrieb, die weiteren Abschnitte – zunächst nur bis Merkenstraße – wurden schrittweise bis 1970 gebaut. Die Verlängerung in die Großwohnsiedlung Mümmelmannsberg ist das jüngste Streckenstück.
Die Strecke verläuft bis kurz hinter Merkenstraße ausschließlich im Tunnel, dabei wird zwischen Mümmelmannsberg und Steinfurther Allee die Bundesautobahn 1 in einem zweigleisigen Schildvortriebstunnel unterquert. Anschließend verläuft die Strecke bis zum westlichen Ende der Haltestelle Legienstraße im Einschnitt. Zwischen Billstedt und Legienstraße befindet sich eine breite Freifläche zwischen den Gleisen, die teilweise von der Abstellanlage Billstedt ausgefüllt wird und in der bereits beim Bau die Errichtung einer Betriebswerkstatt geplant war. Nachdem die Fläche lange brach lag, wurde seit 2017 eine Werkstatt errichtet, die seit 2020 in Betrieb ist.
Ab Legienstraße verläuft die Strecke im offen gebauten Tunnel. Auffällig ist die topographische Lage der Haltestelle Rauhes Haus, die im nördlichen Hang des Elbe-Urstromtals eingelassen ist. Damit ergibt sich die besondere Situation, dass der stadteinwärtige Bahnsteig mit einer soliden Wand nach Norden begrenzt wird, der stadtauswärtige Bahnsteig allerdings eine Glaswand besitzt und seit 2014 sogar über einen ebenerdigen Zugang verfügt.
Zwischen den Stationen Hammer Kirche und Burgstraße verläuft die Strecke kurzzeitig erneut im offenen Einschnitt. Die Haltestelle Burgstraße und die sie umgebenden Tunnel wurden damals für einen Anschluss des damals geplanten Alsterhalbrings vorbereitet: In Richtung Osten ist der Gleisabstand für einige hundert Meter breit genug, um ein Kehrgleis einzufügen, gleichzeitig befinden sich im Tunnel Richtung Berliner Tor ein Anschlussstutzen für ankommende Züge des Alsterhalbrings in Richtung Burgstraße (die Haltestelle wäre dann viergleisig ausgebaut und das heute stadteinwärtige Gleis der U2 als Ankunftsgleis genutzt worden) sowie ein weiterer Stutzen für die Wiedereinfädelung der Züge Richtung Berliner Tor.
Kurz vor der Haltestelle Berliner Tor wird die Lübecker Bahn mit der S-Bahn unterquert, wodurch sich kurz vor der Ankunft in der Haltestelle eine starke Steigung ergibt, da die U-Bahn-Station nur wenig tiefer liegt als die Bahnsteige der Linie S1.

### Berliner Tor – Schlump
Der etwa 4½ Kilometer lange Abschnitt Berliner Tor – Schlump unter dem Hamburger Stadtzentrum wurde zwischen 1962 und 1973 errichtet. Der Bau begann mit dem ersten Rammschlag im Baulos Lindenplatz in St. Georg im Mai 1962. Der Großteil der Strecke, 4 der 4½ Kilometer, wurde im Schildvortriebsverfahren gebaut.
Die Trasse beginnt im Bereich der bereits zuvor für die Ringlinie (U3) bestehenden Haltestelle Berliner Tor, die für die neue Linie in offener Bauweise unter der Straße Beim Strohhause mit vier Gleisen an zwei Bahnsteigkanten neu errichtet wurde. Westlich folgt ein mehrstöckiges Überwerfungsbauwerk, das die Linien U1, U2 und U3 miteinander verbindet.
Hinter dem Bauwerk beginnt die im Schildvortrieb aufgefahrene Strecke. Sie besteht überwiegend aus zwei jeweils eingleisigen Streckentunnelröhren mit einem inneren Durchmesser von 5,04 Metern. Die Sohle der Tunnel liegt bis zu 29 Meter unter der Oberfläche und damit unter dem Grundwasserstand von 22 Metern. Die Tunnel wurden daher unter Druckluft aufgefahren.
Die Haltestelle Hauptbahnhof Nord liegt quer unter dem namensgebenden Hauptbahnhof. An beiden Enden der Bahnsteige wurden in offener Bauweise Schalterhallen sowie Zu- und Abgänge errichtet. Die jeweils etwa 3½ Meter breiten Bahnsteige selbst liegen in wiederum per Schildvortrieb aufgefahrenen, gut 120 Meter langen Haltestellentunneln mit einem lichten Durchmesser von 7 Metern. Die Haltestelle ist viergleisig konstruiert, wobei die äußeren Bahnsteige nur kurz nach der Eröffnung 1968 zugänglich waren. Sie waren für eine Linie U4 der alten Planung für eine Strecke von Osdorf in die City Nord vorgesehen und wurden niemals mit Gleisen ausgestattet. Die Nordröhre beherbergt seit 1994 eine Kunstinstallation, allerdings ist die Beleuchtung in den Außenröhren über die Jahre bis 2015 vollständig ausgefallen, sodass ihr Inhalt kaum noch erkennbar ist. Die Außenbahnsteige sollen zukünftig für die U5 genutzt werden.
Schildvortriebstunnel führen die U2 nun zur Station Jungfernstieg unter der Binnenalster, unter der in offener Bauweise eine viergleisige Haltestelle errichtet wurde. Seit 2012 zweigt hier die U4 Richtung HafenCity von der U2 ab. Die Sohle der Haltestelle Jungfernstieg liegt etwa 18½ Meter unter der Wasseroberfläche der Alster.
Weitere Vortriebstunnel wurden über Gänsemarkt und Messehallen bis zum Schlump gebaut. Analog der Vorgehensweise an der Station Hauptbahnhof Nord errichtete man auch an den beiden weiteren Zwischenhalten jeweils die Zugangsbereiche in offener Bauweise, während die Bahnsteige selbst in Haltestellenröhren liegen.
Am Schlump baute man in offener Bauweise für die U2 eine weitere Bahnsteigebene unterhalb der bereits für die Ringlinie bestehenden Haltestelle.

### Schlump – Niendorf Nord
Die Züge der U2 befahren hinter der Station Schlump einen erst 1970 fertiggestellten Tunnel, der die tiefere Ebene mit der Haltestelle Christuskirche verbindet. In ihm befindet sich eine in beide Richtungen nutzbare Kehranlage und der Anschluss an die Moorkampkurve, die zur U3 führt. Diese wird in Richtung Niendorf in einem Einzeltunnel unterquert.
Die Strecke zwischen Christuskirche und Osterstraße ging bereits 1913 und 1914 als Zweigstrecke der Ringlinie in Betrieb und weist als Folge mehrere enge Kurven auf, die nur mit 40 km/h befahren werden dürfen. Damals endete die Strecke an der Haltestelle Hellkamp. 1964 wurde die gesamte Strecke für ein Jahr stillgelegt. Dabei wurde nicht nur die Haltestelle Osterstraße von einem Mittelbahnsteig auf zwei Seitenbahnsteige umgebaut, sondern auch die Haltestelle Hellkamp geschlossen und durch die weiter nördlich gelegene Haltestelle Lutterothstraße ersetzt. Am 30. Mai 1965 wurde die Strecke mit den neu gebauten Haltestellen wiedereröffnet.
Bereits ein Jahr später erfolgte die Verlängerung zur Haltestelle Hagenbecks Tierpark, die etwa zur Hälfte im offenen Einschnitt errichtet wurde. Hinter der neuen Endhaltestelle wurde eine große, ebenfalls oberirdische Abstellanlage errichtet.
Erst 20 Jahre später im Jahr 1985 erfolgte die Verlängerung der kurzen Strecke bis Niendorf Markt. Mit dieser Verlängerung sollte hauptsächlich die Einstellung der Straßenbahnlinie 2 sieben Jahre zuvor kompensiert werden. Dabei taucht die Strecke parallel zu den Gleisen der Abstellanlage Hagenbecks Tierpark in den Tunnel ab und erreicht nach etwa 1,3 Kilometern die sehr einfach gebaute Haltestelle Hagendeel. Diese war zunächst aufgrund der dünnen Bebauung nicht geplant und wurde erst nachträglich auf Veranlassung der Bezirksversammlung Eimsbüttel in die Planung eingefügt. Der Abstand zum U-Bahnhof Niendorf Markt, an die sich eine eingleisige Kehranlage anschließt, beträgt fast zwei Kilometer.
1991 erfolgte eine weitere Verlängerung der Strecke, diesmal bis Niendorf Nord. Als Zwischenhaltestellen wurden Joachim-Mähl-Straße und Schippelsweg errichtet, diese sind beide mit Seitenbahnsteigen ausgestattet und können im Krisenfall als Zivilschutzbunker genutzt werden. Dabei können in jeder Haltestelle jeweils zwei Züge als Aufenthaltsräume abgestellt werden, ein schmaler Bahnsteig zwischen den Gleisen würde die Züge dann miteinander verbinden.
Die Haltestelle Niendorf Nord liegt nah an der Bebauungsgrenze und bildet daher den langfristigen Endpunkt der U2. Die viergleisige Abstellanlage, die sich an den Bahnhof anschließt, ist allerdings so konstruiert worden, dass ein eventueller Weiterbau relativ problemlos möglich sein wird.

## Fahrplan
| Linie                          | Hauptverkehrszeit Montag–Freitag | Nebenverkehrszeit Montag–Freitag | Samstag | Sonn- und Feiertag | Schwachverkehrszeit ab 0 Uhr, Sa+So bis 5 Uhr | Nacht Fr/Sa und Sa/So sowie in den Nächten vor gesetzlichen Feiertagen |
| ------------------------------ | -------------------------------- | -------------------------------- | ------- | ------------------ | --------------------------------------------- | ---------------------------------------------------------------------- |
| Niendorf Nord – Niendorf Markt | 05 min                           | 010 min                          | 010 min | 010 min            | 020 min                                       | 020 min                                                                |
| Niendorf Markt – Billstedt     | 05 min                           | 05 min                           | 05 min  | 010 min            | 020 min                                       | 020 min                                                                |
| Billstedt – Mümmelmannsberg    | 05 min                           | 010 min                          | 010 min | 010 min            | 020 min                                       | 020 min                                                                |

## Eröffnungs- und Stilllegungsdaten
- 21. Oktober 1913: Schlump – Emilienstraße
- 23. Mai 1914: Emilienstraße – Hellkamp
- 01. Mai 1964: mehrmonatige Sperrung der Strecke Schlump – Hellkamp wegen Umbauarbeiten (Haltestelle Osterstraße) und Aufgabe der Haltestelle Hellkamp
- 30. Mai 1965: (Schlump –) Lutterothstraße
- 30. Oktober 1966: Lutterothstraße – Hagenbecks Tierpark
- 02. Januar 1967: Berliner Tor – Horner Rennbahn (als U3)
- 24. September 1967: Horner Rennbahn – Legienstraße (als U3)
- 29. September 1968: Hauptbahnhof Nord – Berliner Tor (als U21)
- 28. September 1969: Legienstraße – Billstedt (als U3)
- 31. Mai 1970: Billstedt – Merkenstraße (als U3)
- 31. Mai 1970: Schlump – Gänsemarkt (als U22)
- 03. Juni 1973: Gänsemarkt – Hauptbahnhof Nord
- 01. Juni 1985: Hagenbecks Tierpark – Niendorf Markt
- 29. September 1990: Merkenstraße – Mümmelmannsberg (als U3)
- 09. März 1991: Niendorf Markt – Niendorf Nord

## Linienführung bis Sommer 2009

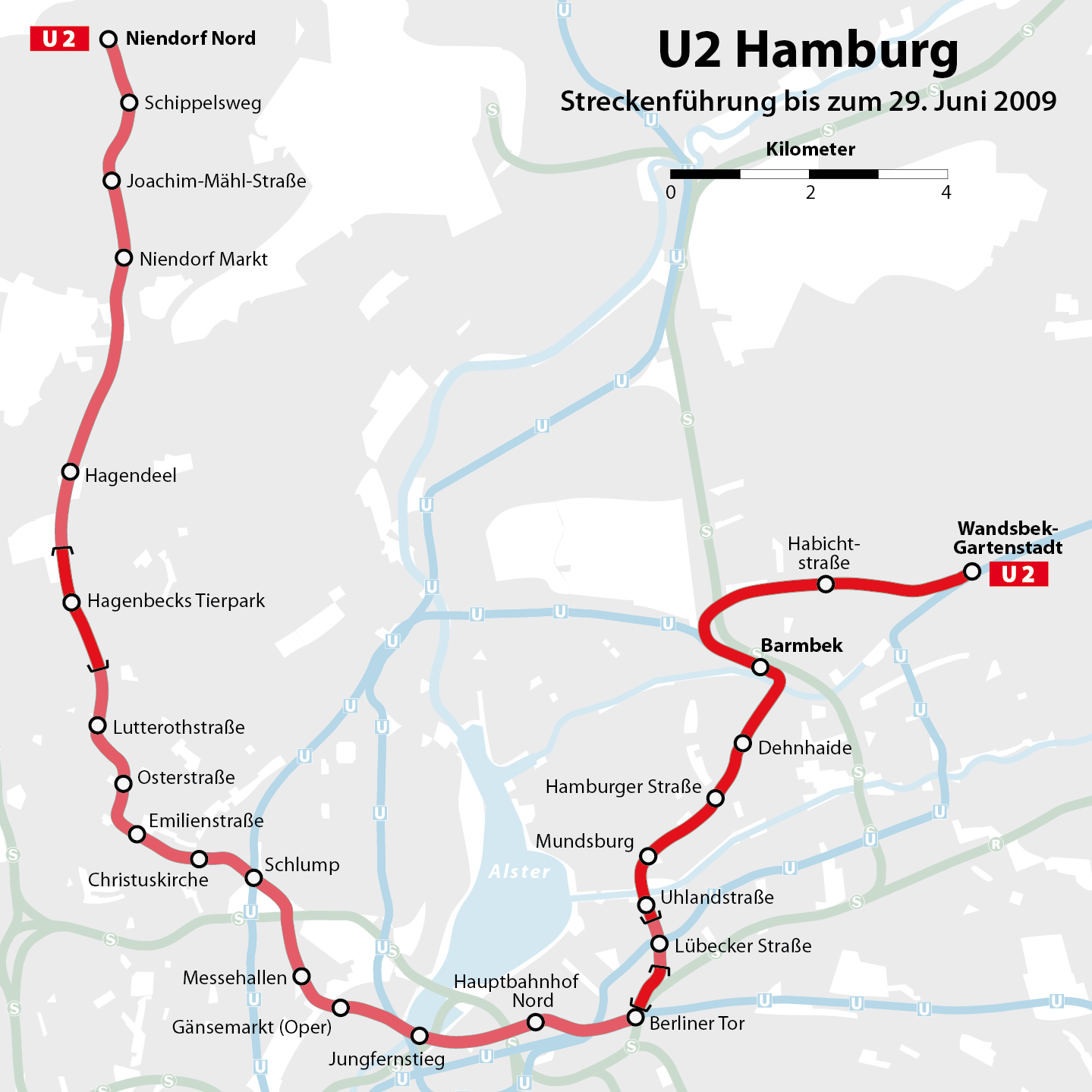
U2 vor dem Linientausch 2009

Diese Linienführung der Linie U2 besteht seit dem 29. Juni 2009. Davor führte sie von Niendorf kommend ab der Haltestelle Berliner Tor über die Ringstrecke Richtung Barmbek und dann weiter auf der Walddörferbahn nach Wandsbek-Gartenstadt, bis Anfang der 1970er Jahre noch weiter bis Farmsen. Seitdem wird die vorher von der U3 bediente Strecke über Billstedt nach Mümmelmannsberg bedient. Die U3 fährt nun als Ringlinie. Für die Änderung der Linienführung waren größere Umbauarbeiten im Bereich westlich der Haltestelle Berliner Tor nötig.